# 張勲 (後漢)
張 勲（ちょう くん、生没年不詳）は、中国後漢時代末期の武将。

## 正史の事跡
袁術配下。『三国志』呉書孫策伝によると、孫策が袁術に身を寄せていた時、張勲はまだ20歳前後の孫策を高く評価し、心惹かれていたという。
初平4年（193年）3月、袁術が揚州刺史の陳温を殺害し（陳温については病死とする記録あり）、陳瑀を追放して揚州に拠点を移すと、橋蕤と共に大将軍に任じられたとされる。建安2年（197年）春、袁術が帝位を僭称した際にも、これに従った。
袁術の皇帝僭称後まもなく、張勲は袁術の命令で橋蕤と共に徐州の呂布を攻撃した。しかし、陳珪の離間策により友軍の楊奉・韓暹に裏切られ、橋蕤を生け捕られるという大敗を喫した。同年9月、張勲は袁術に従って陳国に侵攻し、陳愍王の劉寵（明帝の後裔）とその相の駱俊を殺した。
しかし、曹操が自ら袁術討伐に来ると、袁術は橋蕤ら諸将をその場に留まらせ、自分だけ淮南へ逃げ帰ってしまった。『後漢書』袁術伝によると、張勲もやはり橋蕤らと共に陳国に残留したとされる。いずれにしても、橋蕤らが曹操軍を迎撃して尽く討ち取られたが、張勲だけは何とか袁術の下に逃げ帰った。
建安4年（199年）6月、袁術が没落して死亡した後、張勲は楊弘らとともに以前仲のよかった孫策の下に逃れようとした。しかしその道中で、袁術の元部下であった廬江太守の劉勲に攻撃されて捕らえられた。その後の彼についての記述は『三国志』にも『後漢書』にも残されていない。

### 曹操の部下との誤解について
なお、『正史 三国志 6』（ちくま学芸文庫）では、建安4年に孫策が廬江を攻略した際、張勲が曹操に降ったとしているが、『三国志』呉書孫策伝の原文と照合すれば明らかなように、これは上記の劉勲の誤りである。しかし文庫版の記述によるのか、いくつかの三国志を基にしている創作物では、張勲が曹操の部下になったという事跡が採用されている。

## 物語中の張勲
小説『三国志演義』では都督として登場する。呂布との戦いでは、第1路担当の大将軍として20万の大軍の指揮を執ったが、呂布軍の猛攻を受け敗走している。その後は作中から姿を消す。